# ザ・ヒルズ・シャイア
ザ・ヒルズ・シャイア（The Hills Shire）は、オーストラリア・ニューサウスウェールズ州の地方公共団体。

## 概要
ザ・ヒルズ・シャイアは、かつては、バウルカム・ヒルズ・シャイアといわれていた。市役所が置いてあるキャッスル・ヒルは、シドニー中心業務地区（CBD） から31キロメートル北西に位置しているが、南は、シティ・オブ・パラマッタと接し、北は、世界遺産「オーストラリアの囚人遺跡群」の構成要件の1つであるオールド・グレート・ノース・ロードの状態をよく保存しているワイズマンズ・フェリーまでが市域であり、南北に細長い市域である。
東は、ホーンズビー・シャイア、北はシティ・オブ・ゴスフォード、西はシティ・オブ・ホークスベリーと接する。

## 構成サバーブ
ザ・ヒルズ・シャイアは、以下のサバーブで構成されている。
- アナングローヴ（Annangrove）
- バウルカム・ヒルズ（Baulkham Hills）
- ビューモント・ヒルズ（Beaumont Hills）
- ベラ・ヴィスタ（Bella Vista）
- ボックス・ヒル（Box Hill）
- カーリングフォード（Carlingford）
- キャッスル・ヒル（Castle Hill）
- キャタイ（Cattai）
- ドゥラル（Dural）
- グレンヘイヴン（Glenhaven）
- グレノリー（Grenorie）
- ケリーヴィル（Kellyville）
- ケントハースト（Kenthurst）
- リーツ・ヴェイル（Leets Vale）
- ロウワー・ポートランド（Lower Portland）
- マライルヤ（Maraylya）
- マルータ（Maroota）
- ミドル・ドゥラル（Middle Dural）
- ネルソン（Nelson）
- ノースメッド（Northmead）
- ノース・パラマッタ（North Parramatta）
- ノース・ロックス（North Rocks）
- オートランズ（Oatlands）
- ラウズ・ヒル（Rouse Hill）
- サックヴィル・ノース（Sackville North）
- サウス・マルータ（South Maroota）
- ウェスト・ペナント・ヒルズ（West Pennant Hills）
- ウィンストン・ヒルズ（Winston Hills）
- ワイズマンズ・フェリー（Wisemans Ferry）

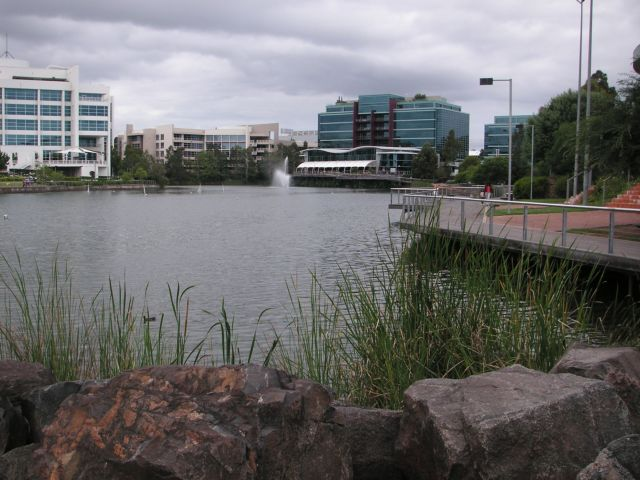
ノーウェスト・ビジネスパーク（ベラ・ヴィスタ）
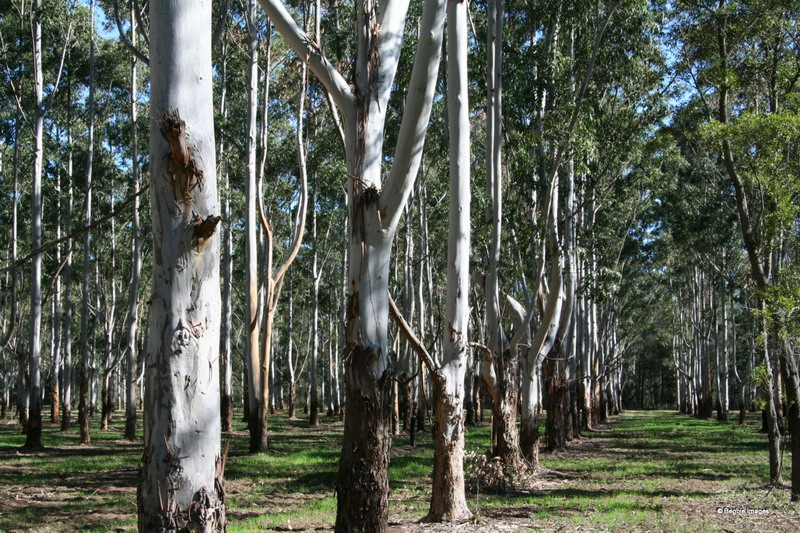
ボックスウッドの植栽（ボックス・ヒル）
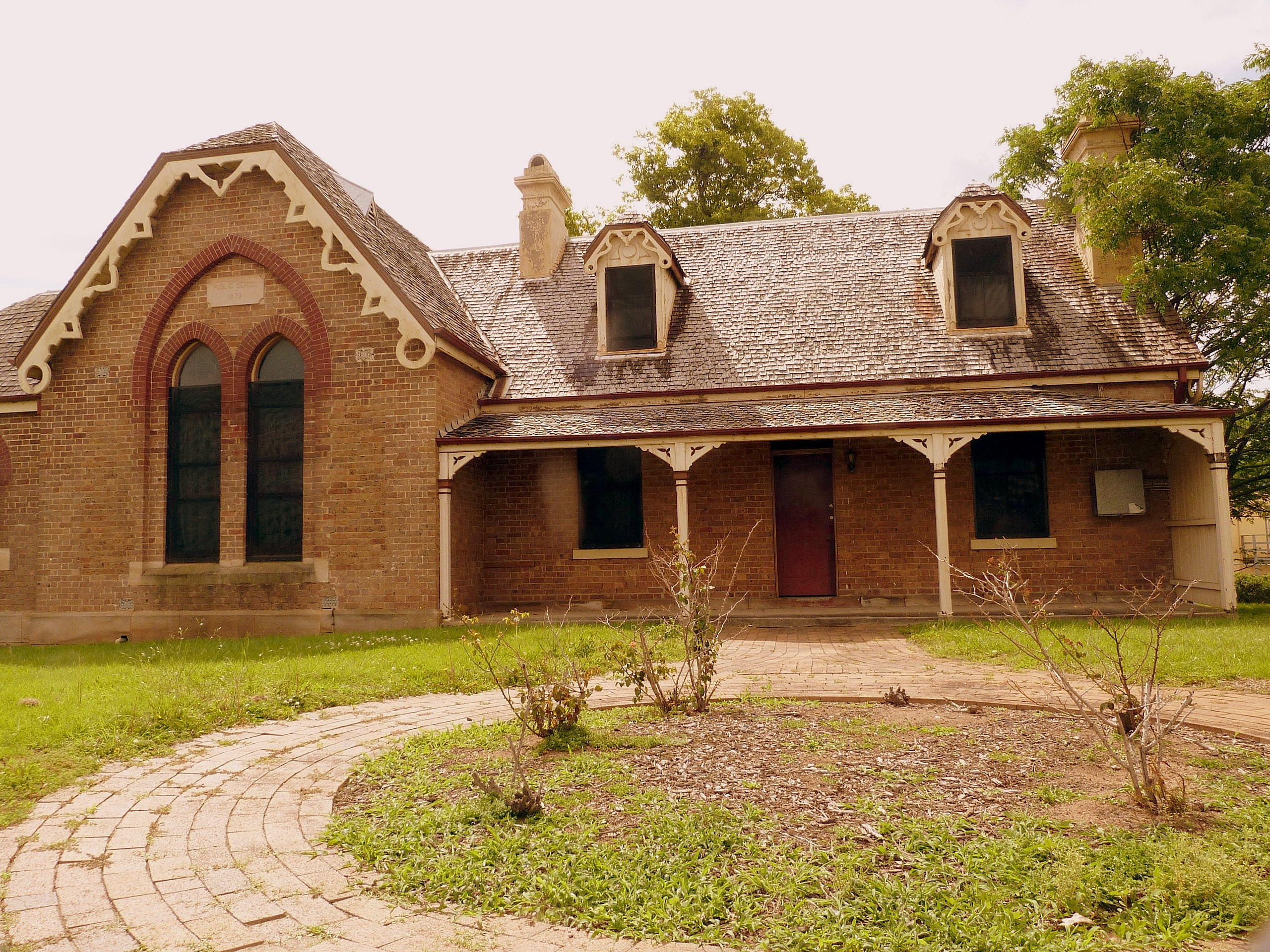
1879年建築の小学校（キャッスル・ヒル）
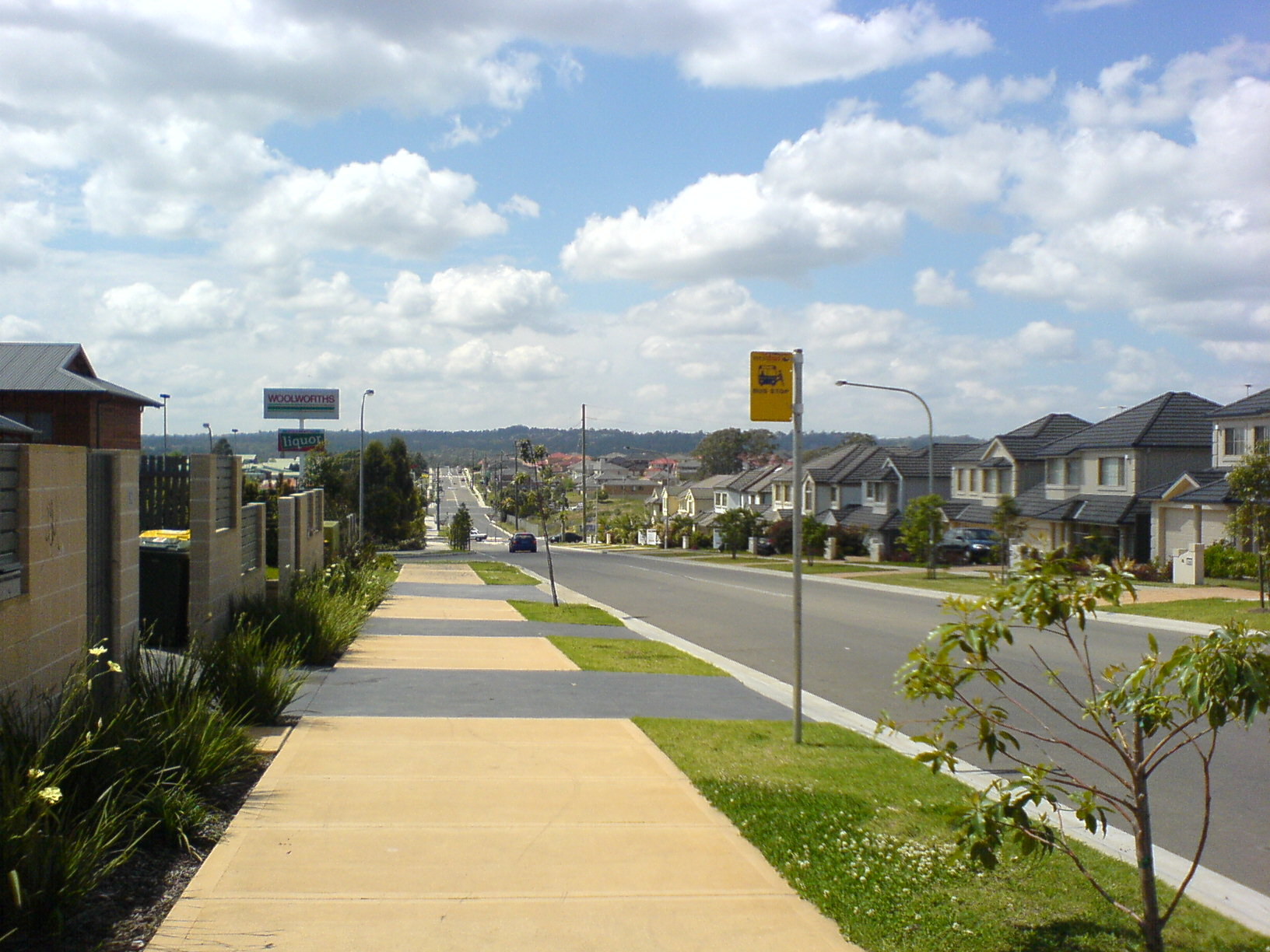
低層住宅の街並み（ケリーヴィル）
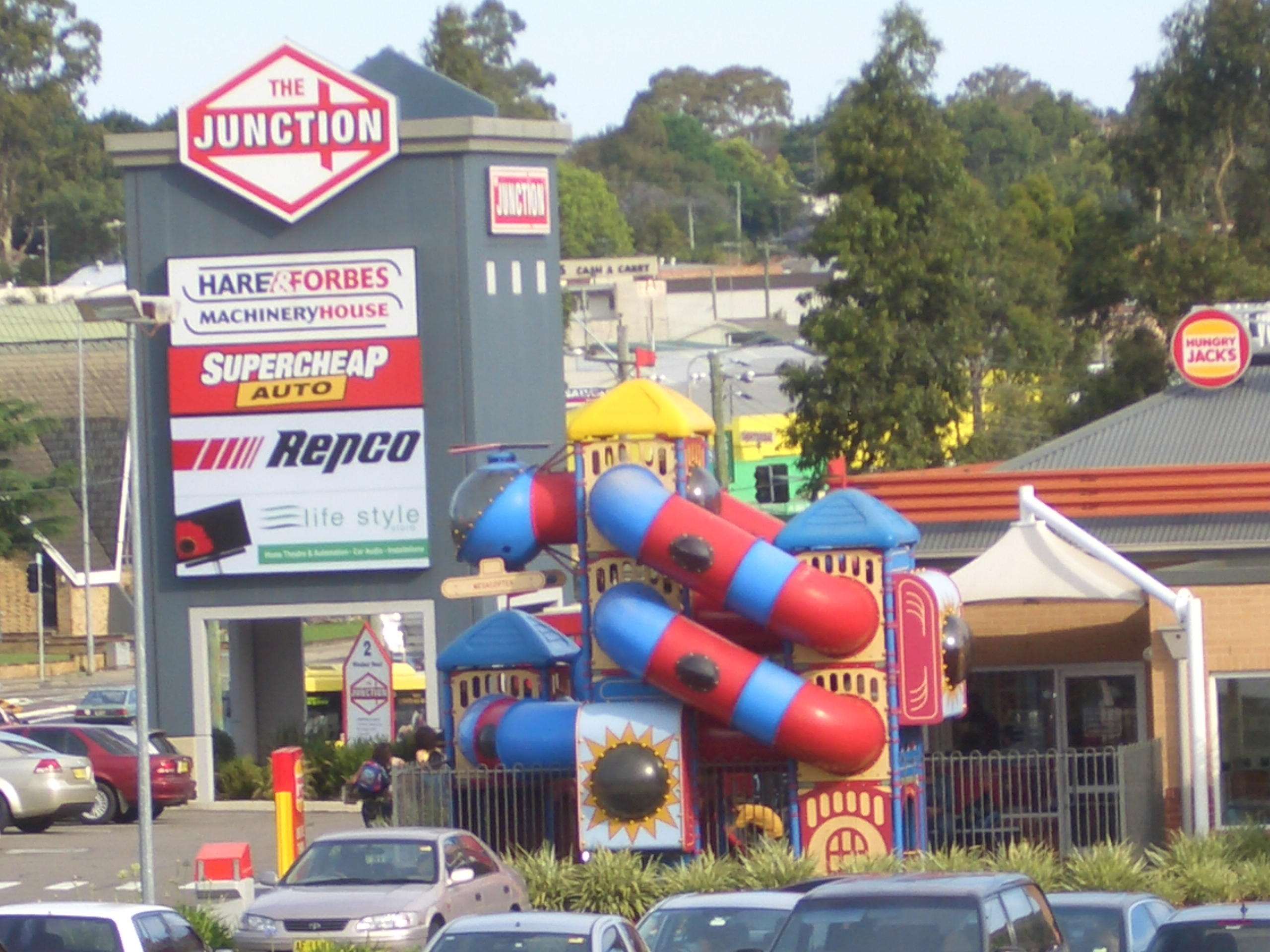
ウィンザーロードの交差点（ノースメッド）
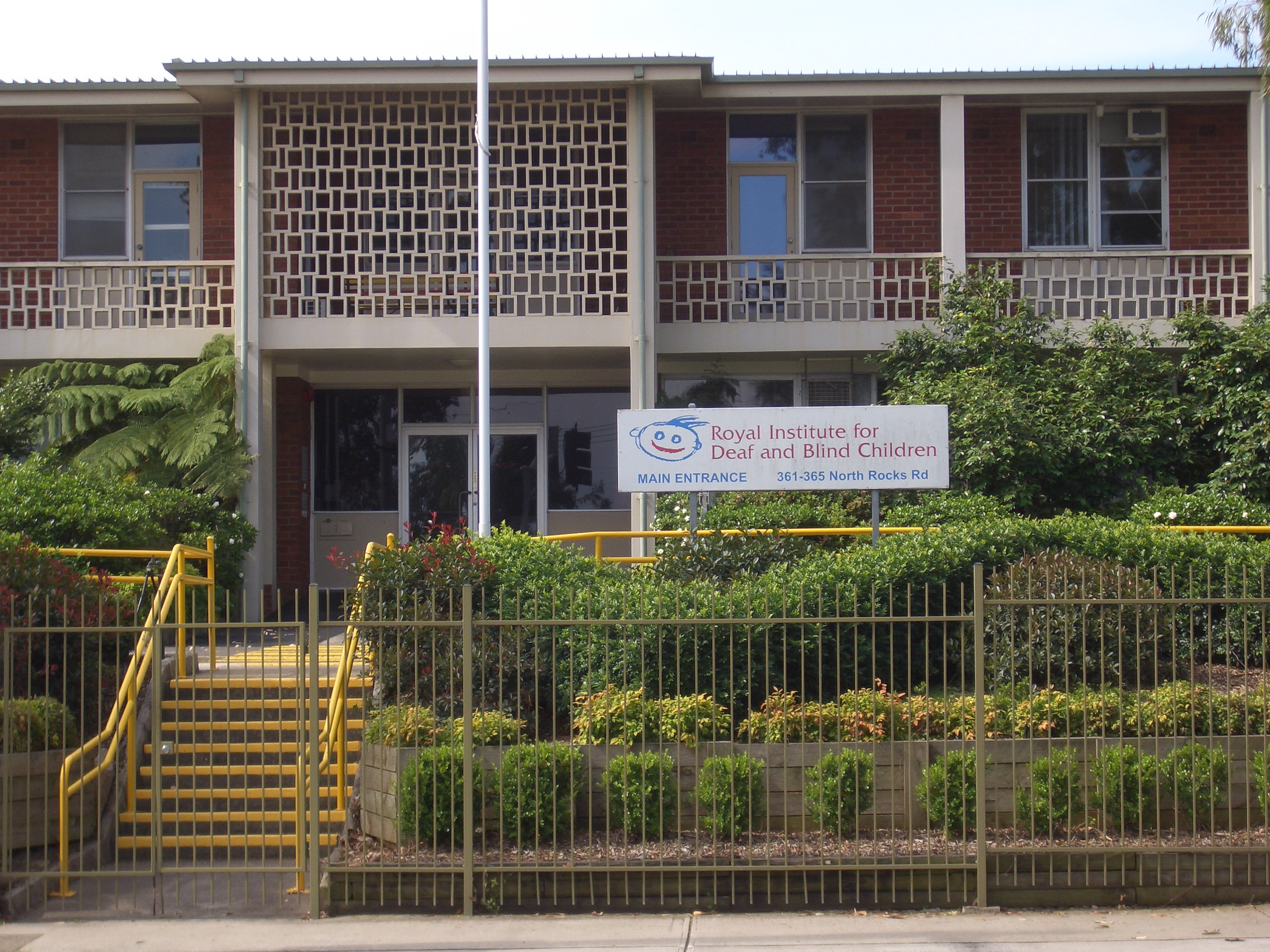
Royal Institute for Deaf and Blind Children(ノース・ロックス)
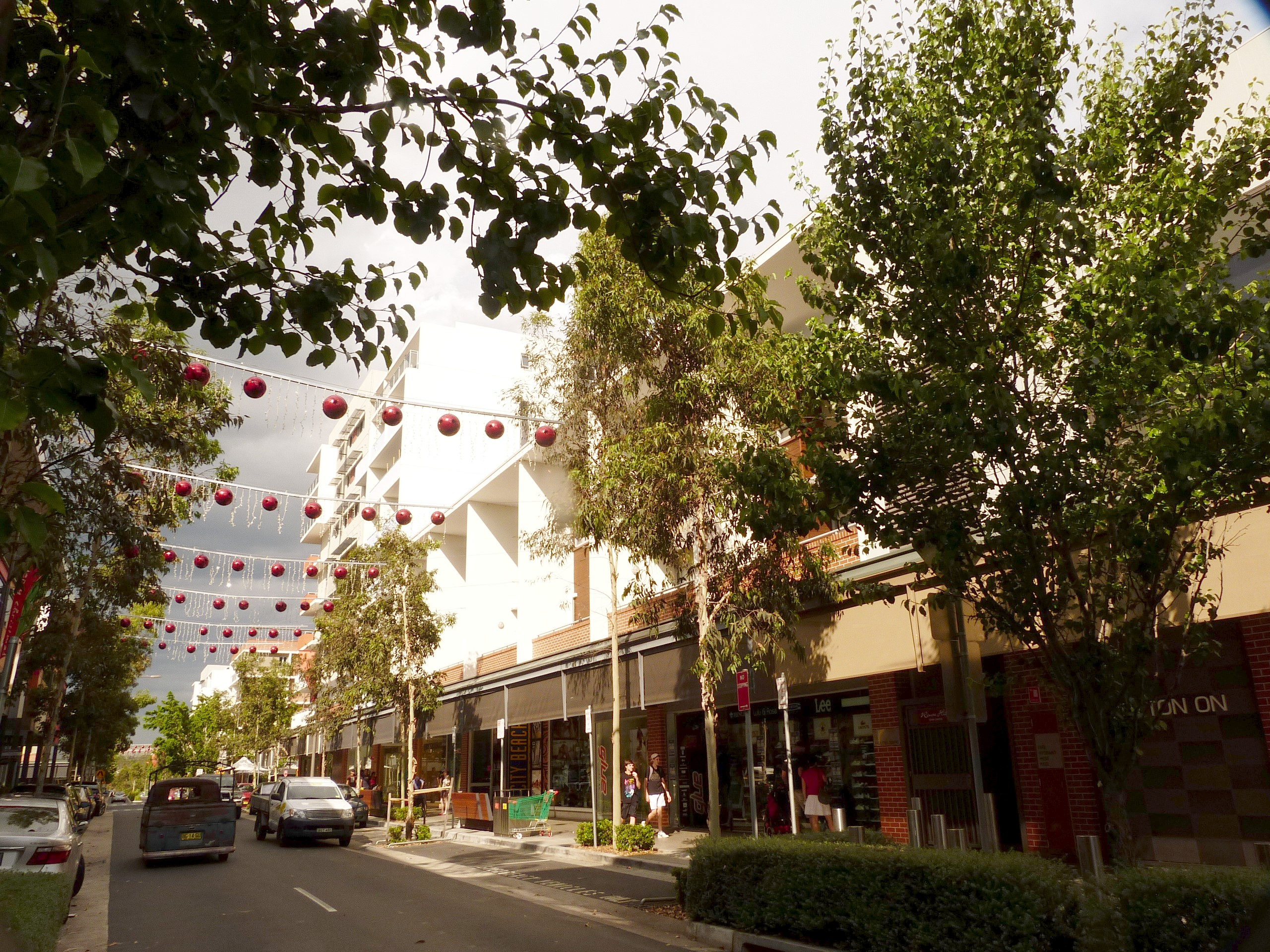
ラウズ・ヒルのショッピングセンター
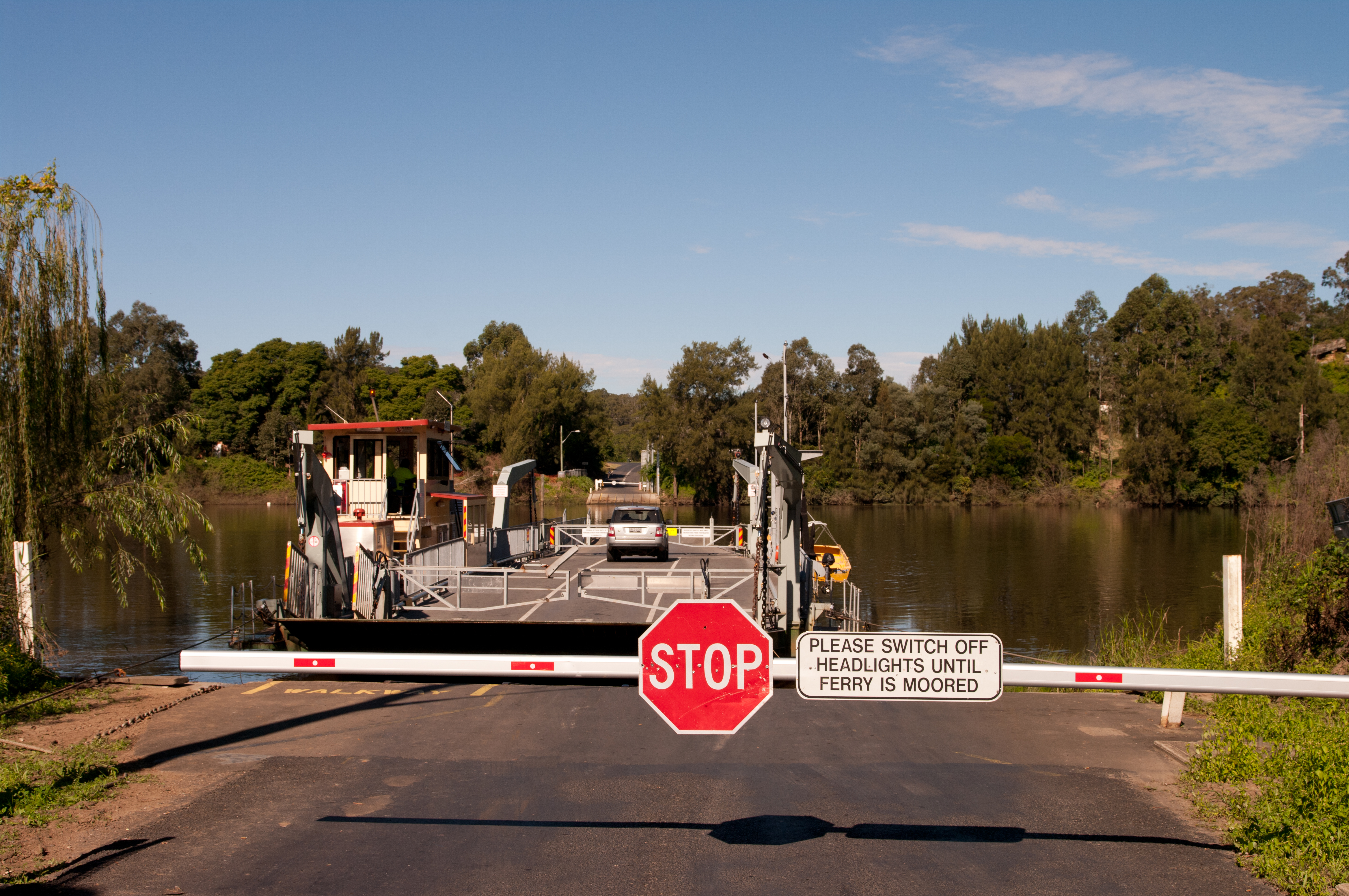
ホークスベリー川を渡るサックヴィル・ノースのフェリー埠頭

## 議会
ザ・ヒルズ・シャイアの議会は、12人によって構成される。任期は4年。選挙区は4つで、それぞれの選挙区から3人が選出される。市長は、議会選挙後、最初の議会で、12人の議員から選出される。最新の議会選挙は、2012年9月8日に実施された。オーストラリア自由党が9議席、オーストラリア労働党が3議席を獲得した。市長は、オーストラリア自由党のMichelle Byrne。

## 姉妹都市
ザ・ヒルズ・シャイアは以下の2つの都市と姉妹都市である
- カウンティ・ウェックスフォード （アイルランド、2008年から[7]）
- クータマンドゥラ・シャイア （ニューサウスウェールズ州、1996年から[7]）